# Fanney Inga Birkisdóttir
Fanney Inga Birkisdóttir (17 maart 2005) is een voetbalspeelster uit IJsland. Ze speelt als doelverdediger voor BK Häcken in de Damallsvenskan.

## Clubcarrière
Birkisdóttir begon haar profcarrière bij Valur Reykjavík. Na een seizoen voor competitiegenoot FH Hafnarfjörður te zijn uitgekomen, keerde ze terug bij Valur Reykjavík. In haar tweede periode bij de club groeide ze uit tot eerste keus onder de lat en kwam tot 35 competitiewedstrijden.
In 2024 maakte Birkisdóttir, voor een recordbedrag in het IJslandse vrouwenvoetbal, de overstap naar het Zweedse BK Häcken.

## Statistieken
| Seizoen | Club            | Land    | Competitie     | Wedstrijden | Doelpunten |
| ------- | --------------- | ------- | -------------- | ----------- | ---------- |
| 2022    | Valur Reykjavík | IJsland | Úrvalsdeild    | 1           | 0          |
| 2023    | Valur Reykjavík | IJsland | Úrvalsdeild    | 21          | 0          |
| 2024    | Valur Reykjavík | IJsland | Úrvalsdeild    | 23          | 0          |
| 2025    | BK Häcken       | Zweden  | Damallsvenskan | 1           | 0          |
| Totaal  | Totaal          | Totaal  | Totaal         | 46          | 0          |

Laatste update: 6 juli 2025

## Interlandcarrière
Birkisdóttir maakte op 5 december 2023 op achttienjarige leeftijd haar debuut voor het IJslandse nationale team in een Nations League wedstrijd tegen Denemarken. Twee maanden eerder was ze voor het eerst geselecteerd. In de kwalificatiereeks voor het EK 2025 werd Birkisdóttir opnieuw geselecteerd.
IJsland wist zich te plaatsen voor het eindtoernooi in Zwitserland en op 13 juni 2025 werd Birkisdóttir opgenomen in de IJslandse selectie van het EK 2025.